# Säbbholmen
Säbbholmen är en halvö i Finland.   Den ligger i landskapet Egentliga Finland, i den södra delen av landet, 140 km väster om huvudstaden Helsingfors. Säbbholmen ligger på ön Rosalalandet.